# Marcus Pupius Piso
Marcus Pupius Piso (? – Kr. e. 47 előtt) római politikus, eredetileg a plebeius Calpurniusok nemzetségének tagja volt, de Marcus Pupius adoptálta. Eredeti származását a Piso név megtartásával jelölte, nem a szokásos Calpurnianus formával.

## Élete
A néppárt mellett indult, Kr. e. 84-ben feleségül véve Lucius Cornelius Cinna özvegyét, Anniát; Kr. e. 83-ban pedig a marianus consul, Lucius Cornelius Scipio mellett quaestori hivatalra emelkedett, de még időben átállt Sulla oldalára. A dictator kötelezte, hogy elváljon Anniától Cinnához fűződő kapcsolata miatt. Ezt követően sikertelenül pályázott az aedilisségre, praetori évének dátumát pedig nem ismerjük pontosan; mindenesetre utána Hispaniába ment proconsuli rangban, és Kr. e. 69-ben tért vissza Rómába, ahol triumphust tarthatott, bár egyesek szerint érdemtelenül.
Ezután Pompeius mellett legatusként szolgált a VI. Mithridatész pontoszi király elleni háborúban (Kr. e. 66-tól). A hadvezér végül Kr. e. 62-ben visszaküldte Rómába, hogy induljon a consulságért: arra épített, hogy a híveként Piso majd segít elérni keleti intézkedéseinek (pl. Szíria meghódítása és provinciává szervezése) senatusi elfogadását. Pisót meg is választották Marcus Valerius Messala Niger kollégájaként Kr. e. 61 egyik főhivatalnokává. Ilyen minőségben súlyosan megsértette hajdani tanítványát, Cicerót, amikor egyrészt nem elsőként kérte ki a véleményét, másrészt védelmébe vette a csak nők számára látogatható Bona Dea-ünnepségét megsértő Publius Clodius Pulchert. A szónok bosszúból megakadályozta, hogy megszerezze a neki ígért Syria tartomány helytartói rangját.
Többet nem hallunk róla, bizonyára a Kr. e. 49-ben kitörő polgárháború előtt halt meg; Kr. e. 47-ben már Marcus Antonius lakott a házában. Fiatal korában kiemelkedő szónoknak tartották, még Cicerót is elvitte hozzá az édesapja, hogy tanuljon tőle. A szónoklást azonban nem művelte sokáig, mivel ingerlékeny természetű volt és idővel egészsége is megromlott. Retorikai képességei mellett a görög irodalom terén szerzett ismeretei is kiemelkedőek voltak. A filozófia peripatetikus ágában is elmélyedt, mestere Staseas volt.